# Coihueco
Coihueco est une ville et une commune du Chili située dans la province de Punilla et la région de Ñuble. En 2012, la population de la commune s'élevait à 25 175 habitants. La superficie de la commune est de 1 777 km2 (densité de 14 hab./km²),.

## Géographie
Le territoire de la commune de Coihueco est situé en partie dans la vallée centrale du Chili et en partie dans la cordillère des Andes. Il est délimité au nord par le rio Nuble. La commune est située à 368 kilomètres à vol d'oiseau au sud-sud-ouest de la capitale Santiago et à 43 kilomètres à l'est de Chillán, capitale de la région de Ñuble.

## Politique et administration
La commune est dirigée par un maire et six conseillers élus pour quatre ans. Le maire est Carlos Chandía (RN) depuis le 6 décembre 2012.

## Économie
Les principaux secteurs d'activité sont l'agriculture et la sylviculture qui emploie environ 70 % de la population. En 2007 environ 85 000 hectares sont des terres agricoles tandis que 79 000 hectares font l'objet d'une exploitation forestière. À cette date, il y avait environ 40 000 têtes de bétail dont 38 % de bovins et 31 % de porcs. Le barrage de Cohueco inauguré dans les années 1970 permet de stocker 30 millions de m³ d'eau et d'irriguer environ 5 000 hectares de terres agricoles.

Position de Coihueco (en rouge) au sein de la Région du Biobío.